# Droguería

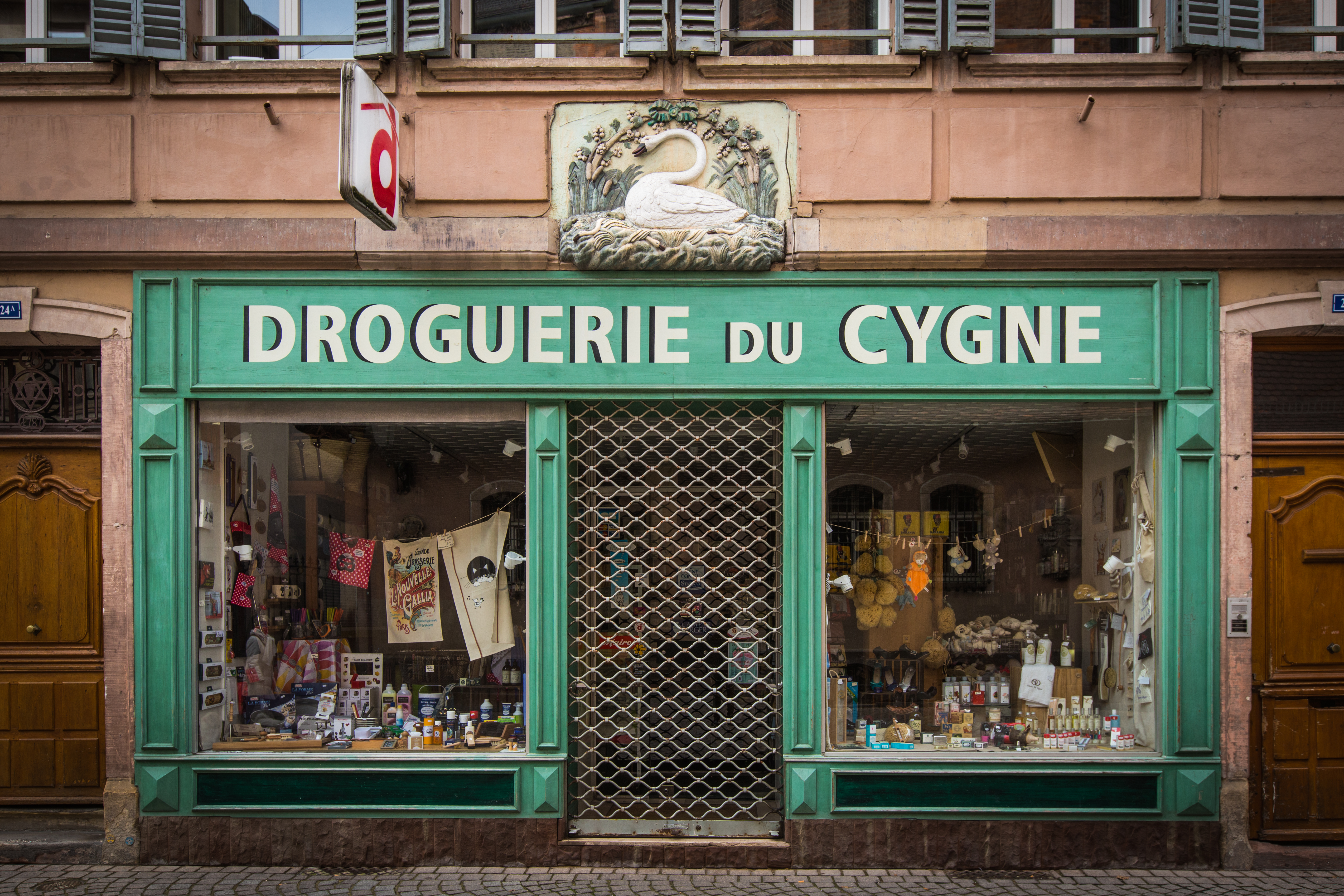
Fachada de una antigua droguería en Estrasburgo.

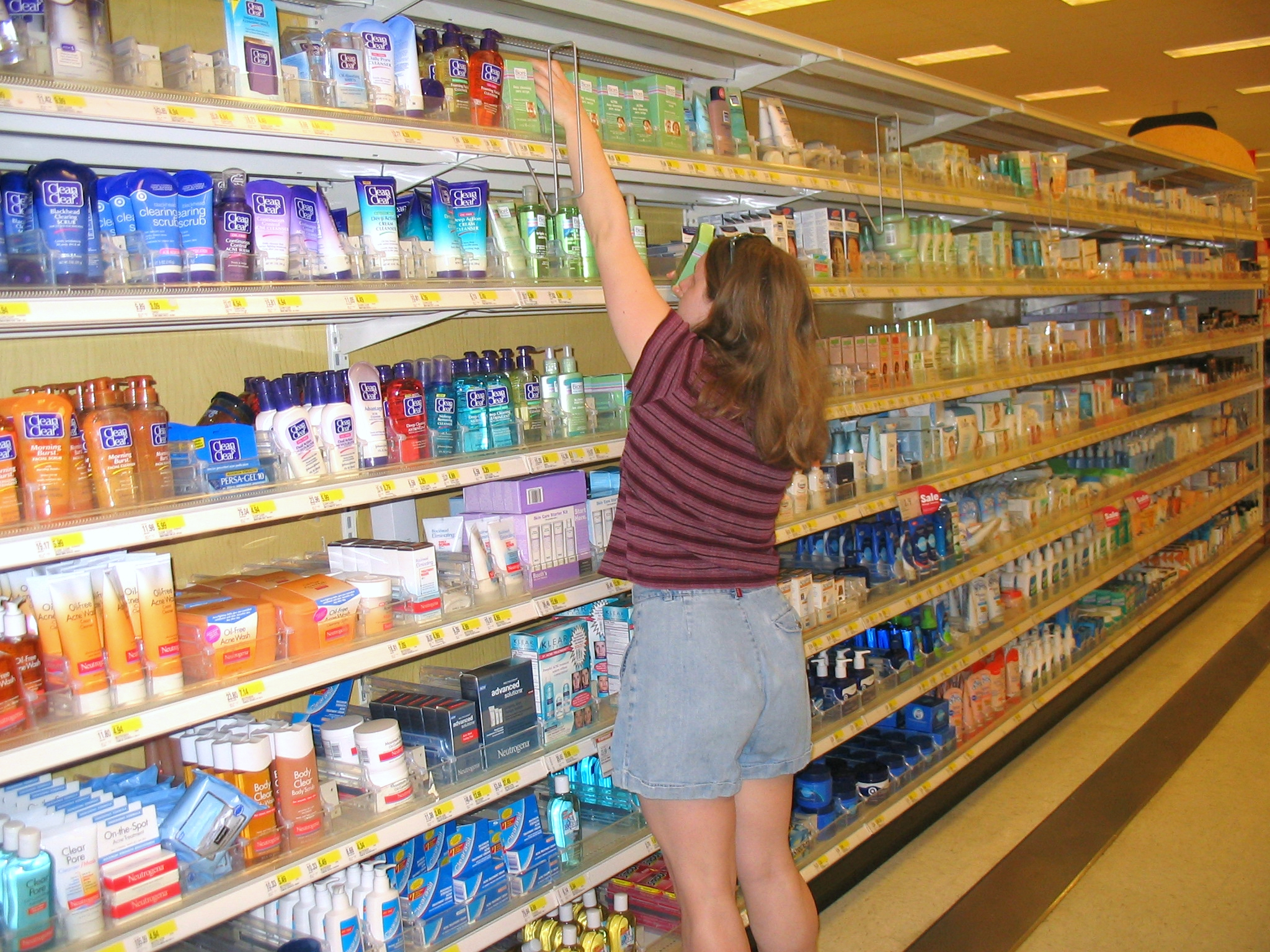
Sección de droguería en un supermercado.

Una droguería es un negocio que vende principalmente productos relacionados con el cuidado personal (artículos de tocador, higiene, cosméticos) y el mantenimiento del hogar (artículos de limpieza, insecticidas, pinturas, entre otros).
Las droguerías también pueden vender artículos de regalo, ferretería, herramientas, materiales de bricolaje o ciertos productos alimenticios (dulces, tés e infusiones). En América del Norte, no existe una separación estricta entre droguerías y farmacias. Por el contrario, en la mayoría de países europeos, las droguerías no pueden vender medicamentos, o solo una gama muy limitada.

## Etimología
El término «droguería» se deriva del vocablo «droga», que proviene posiblemente del neerlandés droog, en referencia a las plantas secas que traían los comerciantes neerlandeses de las colonias asiáticas pertenecientes a los portugueses a finales del siglo XVI y que ofrecían efectos secundarios y sorprendentes para la época. El término se extendió a las lenguas europeas después de que los franceses adoptaran la palabra drogue para referirse a productos secos en toneles, donde eran transportadas dichas plantas secas.

## Droguería On-line
Las droguerías tradicionales han experimentado una notable evolución con el auge del comercio gracias a las plataformas open source como prestashop y los avances logísticos de envíos de productos. 
Históricamente, las droguerías se destacaron por ofrecer una amplia gama de productos de cercanía en pueblos y ciudades, desde productos de limpieza del hogar, menaje o artículos para el cuidado personal. Con la llegada de la era digital, estas tiendas han ampliado su alcance implementando al negocio tradicional una plataforma de venta on-line, brindando a los consumidores la conveniencia de comprar desde la comodidad de sus hogares.